# 浅野まゆみ
浅野 まゆみ（あさの まゆみ、1969年11月13日 - ）は、日本の女性声優。東京都出身。大沢事務所所属。

## 来歴
大崎高等学校卒業。
当初は歌手になろうと考えており、歌の勉強をしていた。ある人物に「今度新しく声優の学校が出来たから、そこに行って声優の勉強をしてみたら」と言われて映像テクノアカデミアを紹介された。「私の目指していたものが、声優じゃなかったから、うん？」と疑問に思ったが、「歌手ではご飯が食べられないけど、声優だったら食べられる様になれるかも知れないから……」と言われた。その時に「それも一理あるかな、だけど歌は辞めないぞ」のような気持ちで入学したが、職業としての声優が分からなかった。小さい時からジャッキー・チェンの吹き替えやアニメが好きだったことから、その声をアテテる人物が居るとそういう仕事があるということは、なんとなく知ってた。
同アカデミアの授業で男の子の役を振られ、見様見真似で演じたりしていた。自分としては例えば「お母さん」や「ママ」というのを、男の子の感覚でいうと「かあちゃん」となるため、少し衝撃的で、「これは面白い」と思った。男の子を演じるという事で声優に興味を持ち、そこが声優になろうとしたきっかけだったかも知れないという。
同アカデミアに卒業後ぷろだくしょんバオバブに所属し、『ルパン三世 DEAD OR ALIVE』で声優デビュー。
1999年『ワイルドアームズ トワイライトヴェノム』のシャイアン・レインストーム役でテレビアニメ初主演。
2006年10月に大沢事務所に移籍。

## 人物
特技は歌。趣味は読書。

## 出演
太字はメインキャラクター。

### テレビアニメ
1996年
- クレヨンしんちゃん（少年、男の子）
- B'T-X（子供C）
- 勇者指令ダグオン（少年）

1997年
- 剣風伝奇ベルセルク（1997年 - 1998年、女官1、女官A、侍女A）
- 烈火の炎（幼い凍季也）

1999年
- 今、そこにいる僕（少年兵B）
- KAIKANフレーズ（敦郎の母）
- セラフィムコール（エミ）
- 爆球連発!!スーパービーダマン（井手安行）
- モンキーマジック（仙女）
- ワイルドアームズ トワイライトヴェノム（シャイアン・レインストーム）

2000年
- 妖しのセレス（梧納涼）
- ヴァンドレッド（2000年 - 2001年、ガスコーニュ・ラインガウ、カルーア） - 2シリーズ
- 学校の怪談（圭太）
- ゾイド -ZOIDS-（ハーディン）
- 人形草紙あやつり左近（少年）
- ドラえもん（2000年 - 2002年、田舎の少年A、少年）
- ニャニがニャンだー ニャンダーかめん（2000年 - 2001年、ニャーゴ / ニャンダーかめん）
- ブギーポップは笑わない Boogiepop Phantom（百合原美奈子 / ブギーポップ・ファントム）
- 名探偵コナン（2000年 - 2016年、島明日香、弘美、吉良蓮絵、月原香、庄野杏奈）
- 闇の末裔（黒崎密）

2001年
- 機動天使エンジェリックレイヤー（山田知子）
- Cosmic Baton Girl コメットさん☆（三島佳祐）
- ZOIDS新世紀Ø（フーマ）
- ちっちゃな雪使いシュガー（シェリル）
- 天使のしっぽ Chu!（アカネの母）
- ヒカルの碁（2001年 - 2002年、川萩中大将、奥村、生徒、女子学生）
- おジャ魔女どれみ シリーズ（2001年 - 2002年、マジョリード） - 2シリーズ

2002年
- 朝霧の巫女（浜路瑞穂）
- キディ・グレイド（ライトニング）
- サイボーグ009 THE CYBORG SOLDIER（タダシ）
- NARUTO -ナルト-（2002年 - 2012年、白） - 2シリーズ
- ふぉうちゅんドッグす（ジャッキー）
- フォルツァ!ひでまる（ひでまる）
- フルメタル・パニック!（2002年 - 2003年、セイナ、阿久津万里、佐々木博巳） - 2シリーズ
- ペコラ（ペコラ、ロボペコラ）

2003年
- WOLF'S RAIN（ブルー）
- F-ZERO ファルコン伝説（2003年 - 2004年、リサ ブリリアント、ローズ）
- クラッシュギアNitro（RT）
- 最遊記RELOAD（按揚）
- シンデレラボーイ（ローズ）
- ストラトス・フォー（御厨アリス / テイトク）
- 探偵学園Q（朝吹麻耶）
- マーメイドメロディーぴちぴちピッチ（2003年 - 2004年、洞院リナ） - 2シリーズ
- LAST EXILE（クラウス・ヴァルカ）

2004年
- お伽草子（クズメ）
- tactics（茨木童子）
- 爆裂天使（ラヴァー）
- 火の鳥（左近介）
- ビューティフル ジョー（スプロケット）
- ファンタジックチルドレン（2004年 - 2005年、コンラートの母、コール、母親、レダ）

2005年
- エンジェル・ハート（美女B）
- おくさまは女子高生（水ノ咲サクラ）
- 陰陽大戦記（カンナ）
- ケロロ軍曹（少年）
- 交響詩篇エウレカセブン（2005年 - 2006年、ヒルダ）
- BLOOD+（アンナマリー）
- BLEACH（ほりうちひろなり）
- 南の島の小さな飛行機 バーディー（ナンシー）
- ルパン三世 天使の策略 〜夢のカケラは殺しの香り〜（レディ・ジョー）

2006年
- 恋する天使アンジェリーク〜心のめざめる時〜（アナンの妻）
- 地獄少女 二籠（神代瑛子）
- バーテンダー（五島）
- 爆球Hit! クラッシュビーダマン（波平海人）

2007年
- Yes!プリキュア5（2007年 - 2009年、夏木和代） - 2シリーズ
- 銀魂（2007年 - 2017年、錦幾松） - 2シリーズ
- 月面兎兵器ミーナ（如月ミーナ）
- 精霊の守り人（トーヤ）
- ドラゴノーツ -ザ・レゾナンス-（キタジマ・ユウリ）
- トレジャーガウスト（柊人）
- BLUE DROP 〜天使達の戯曲〜（相楽）
- MOONLIGHT MILE 2ndシーズン -Touch down-（キャロライン）
- ロケットガール（三浦秀人、桃井敬子）

2008年
- ヴァンパイア騎士（母） - 2シリーズ
- 純情ロマンチカ（2008年 - 2015年、高槻理沙子） - 3シリーズ
- ソウルイーター（小僧）
- ネオ アンジェリーク Abyss -Second Age-（マティアス〈少年時代〉）
- 我が家のお稲荷さま。（モグカズ）

2009年
- リストランテ・パラディーゾ（ルチーア）

2010年
- 動物かんきょう会議（クマのターニャ）
- HEROMAN（バーバラ）

2011年
- C（ジェニファー・サトウ）
- たまゆら〜hitotose〜（えり子）
- よんでますよ、アザゼルさん。（福田）

2012年
- さんかれあ（散華亞里亞）
- つり球（真理子）
- ラストエグザイル-銀翼のファム-（クラウス・ヴァルカ）

2013年
- ガッチャマン クラウズ（今岡雅子、リポーター）
- 八犬伝―東方八犬異聞―（仁の母、異形の妖）

2014年
- 東京ESP（平城京香）
- 東京喰種トーキョーグール（2014年 - 2018年、マダムA） - 2シリーズ
- ディスク・ウォーズ:アベンジャーズ（ブラック・ウィドウ）

2015年
- 攻殻機動隊 ARISE ALTERNATIVE ARCHITECTURE（クルツ、女）
- 電波教師（光太郎の母）

2016年
- 91Days（ラクリマ）
- 聖戦ケルベロス 竜刻のファタリテ（貴族）
- ビッグオーダー（白拍子黒子）

2017年
- オトッペ（カットン、ヒーヒー、ルールー）

2018年
- フルメタル・パニック! Invisible Victory（佐々木博巳）
- デビルズライン（安斎みどり）

2019年
- おしりたんてい（女とうぞく）
- BEASTARS（寮母）

2020年
- ゾイドワイルド ZERO（シェリー・ハント大佐）
- ランウェイで笑って（綾野麻衣）

2022年
- ダンス・ダンス・ダンスール（五代千鶴）
- デジモンゴーストゲーム（2022年 - 2023年、クズハモン）

2023年
- ふしぎ駄菓子屋 銭天堂（かき、捨てられたおもちゃ）
- キボウノチカラ〜オトナプリキュア'23〜（夏木和代）

2024年
- 星降る王国のニナ（ガルガダ王、ノア王）

2025年
- 不遇職【鑑定士】が実は最強だった（ミーガン）
- ロックは淑女の嗜みでして（一条さゆり）
- GUILTY GEAR STRIVE: DUAL RULERS（梅喧）
- CITY THE ANIMATION（安達太良の母）

### 劇場アニメ
1996年
- ルパン三世 DEAD OR ALIVE（リンゴを盗んだ少年）

1998年
- がんばれゴエモン 地球救出大作戦（ハッタリーノ）

2001年
- シャム猫 -ファーストミッション-（金子和彦）

2002年
- シックス・エンジェルズ（マリリン・モロウ）

2005年
- 機動戦士Ζガンダム A New Translation -星を継ぐ者-（ライラ・ミラ・ライラ）

2009年
- 交響詩篇エウレカセブン ポケットが虹でいっぱい（ヒルダ）

2013年
- 映画 ドキドキ!プリキュア マナ結婚!!?未来につなぐ希望のドレス（マネキンカーマイン）
- 攻殻機動隊ARISE -GHOST IN THE SHELL-（クルツ）

2015年
- 攻殻機動隊 新劇場版（クルツ）

2018年
- さよならの朝に約束の花をかざろう（女主人）

2019年
- LUPIN THE IIIRD 峰不二子の嘘（カーラ）

2021年
- 劇場版オトッペ パパ ・ドント・クライ（カットン、ヒーヒー、ルールー）

### OVA
1997年
- B'T-X NEO（兵士A、子供B）

1999年
- 思春期美少女合体ロボ ジーマイン（花川戸れんげ）
- それいけ!アンパンマン うたってあそぼう♪ようちえんはたのしいな（あおきえりこ、みやもとあかね）

2000年
- 天使禁猟区（紫羅九音）
- 世にも恐ろしいグリム童話「ヘンゼルとグレーテル」「灰かぶり」（ヘンゼル、ヘレーネ）

2002年
- GUNDAM EVOLVE 4 RX-78 GP03 DENDROBIUM（デフラ・カー）

2005年
- ストラトス・フォー アドヴァンス（御厨アリス / テイトク、ディアナ・イアハート）

2007年
- ストレイト・ジャケット（フィリシス・ムーグ、レイオット・スタインバーク〈少年時代〉）

2015年
- 甘城ブリリアントパーク（園長）

2018年
- デビルズライン（安斎みどり） - コミックス12巻OAD付限定版

### Webアニメ
- リーンの翼（2005年、ムラッサ・メェン）
- 7SEEDS（2019年 - 2020年、猪垣蘭[17]） - 2シリーズ

### ゲーム
1998年
- みさきアグレッシヴ!（天草霧子）

1999年
- シェンムー（紅紫明）
- まぼろし月夜（クリスティーナ・ゴラム）

2000年
- あいたくて… 〜your smiles in my heart〜（入江里沙）
- シド・マイヤーズ アルファ・ケンタウリ（コラソン・サンチアゴ大佐）
- シド・マイヤーズ アルファ・ケンタウリ エイリアン・クロスファイア（シンダー・ロゼ）
- BLOOD THE LAST VAMPIRE（主人公〈子供時代〉）

2001年
- 機動天使エンジェリックレイヤー みさきと夢の天使達（山田知子）
- EXTERMINATION（シンディ・チェン）

2003年
- NARUTO -ナルト- 激闘忍者大戦!（白）
- NARUTO -ナルト- 激闘忍者大戦!2（白）
- NARUTO -ナルト- ナルティメットヒーロー（白）
- バテン・カイトス 終わらない翼と失われた海（サヴィナ）
- マーメイドメロディーぴちぴちピッチ（洞院リナ）
- マーメイドメロディーぴちぴちピッチ ぴちぴちパーティー（洞院リナ）

2004年
- トゥルー・クライム（ロージー・ベラスコ）
- NARUTO -ナルト- 激闘忍者大戦!3（白）
- NARUTO -ナルト- ナルティメットヒーロー2（白）
- マーメイドメロディーぴちぴちピッチ ぴちぴちっとライブスタート!（洞院リナ）
- 我が竜を見よ（サフィア）

2005年
- アーマード・コア ラストレイヴン（ジナイーダ）
- NARUTO -ナルト- 激闘忍者大戦!4（白）

2006年
- バテン・カイトスII 始まりの翼と神々の嗣子（サヴィナ）

2007年
- ASH -ARCHAIC SEALED HEAT-（モンスターマジック）
- SDガンダム GGENERATION（2007年 - 2016年、サキ・グラハム、ライラ・ミラ・ライラ、ソニア・ヘイン、マイキャラクターボイス女性3〈GENESIS〉） - 5作品

2008年
- スーパーロボット大戦Z（ライラ・ミラ・ライラ、ヒルダ）

2009年
- Halo Wars（エレン・アンダース教授）

2010年
- HOSPITAL. 6人の医師（イーシャ・パテル）

2011年
- 第2次スーパーロボット大戦Z 破界篇（ヒルダ）

2012年
- NARUTO -ナルト- 疾風伝 ナルティメットストームジェネレーション（白）
- ロリポップチェーンソー（コーディリア・スターリング）

2013年
- スーパーロボット大戦UX（ムラッサ・メェン）
- NARUTO -ナルト- 疾風伝 ナルティメットストーム3（白）

2014年
- 朧村正 角隠女地獄（お八重）
- 第3次スーパーロボット大戦Z 時獄篇（セイナ）
- NARUTO -ナルト- 疾風伝 ナルティメットストームレボリューション（白）

2015年
- Hearthstone: ハースストーン（ヴァリーラ・サングイナー）

2016年
- NARUTO -ナルト- 疾風伝 ナルティメットストーム4（白）
- League of Legends（シヴィア）

2017年
- GUILTY GEAR Xrd REV 2（梅喧）
- ヴァルキリーアナトミア -ジ・オリジン-（ヴィクトリエ）

2021年
- SAMURAI SPIRITS（梅喧） - DLC追加キャラクター
- THE KING OF FIGHTERS ALLSTAR（梅喧）

2022年
- GUILTY GEAR -STRIVE-（梅喧） - DLC追加キャラクター
- ストレンジャー オブ パラダイス ファイナルファンタジー オリジン（ソフィア）

### ドラマCD
- Weiß kreuz Dramatic Precious 1st STAGE SLEEPLESS NIGHT（礼子）
- CLANNAD -クラナド- Vol．2 一ノ瀬ことみ（ことみの母）
- 純情テロリスト（高槻理沙子）
- Switch（葛井茉莉）
- DARLING（鈴木まみ）
- 高速エイジ（戒・F・優菜）
- はやて×ブレード（帯刀洸）
- トリニティ・ブラッド（アレッサンドロⅩⅧ世）

### 吹き替え

#### 担当女優
サルマ・ハエック
- エヴァリー（エヴァリー）
- 闘魂先生 Mr.ネバーギブアップ（ベラ）
- ヒットマンズ・ボディガード（ソニア・キンケイド）※Netflix版

シモン・ミシック
- オルタード・カーボン シーズン2（トレップ）
- マーベル・シネマティック・ユニバース（ミスティ・ナイト）
  - Marvel ルーク・ケイジ
  - Marvel ザ・ディフェンダーズ

スカーレット・ヨハンソン
- アステロイド・シティ（ミッジ・キャンベル）
- ゴーストワールド（レベッカ）
- ジョジョ・ラビット（ロージー）
- スパイダー パニック!（アシュリー・パーカー）※ソフト版
- バーバー（バーディ・アバンダス）

タラジ・P・ヘンソン
- エンパイア〜成功の代償（クッキー・ライオン）
- カラーパープル（シュグ）
- シュガー・ラッシュ:オンライン（イエス）
- ドリーム（キャサリン・ゴーブル・ジョンソン）
- PERSON of INTEREST 犯罪予知ユニット（ジョス・カーター刑事）
- ハート・オブ・マン（アリソン・デイヴィス）
- ベスト・オブ・エネミーズ 〜価値ある闘い〜（アン・アトウォーター）

ナオミ・ハリス
- 素晴らしきかな、人生（マデリン）
- ダイヤモンド・イン・パラダイス（ソフィー）※テレビ東京版
- われらが背きし者（ゲイル）

ミシェル・モナハン
- 近距離恋愛（ハンナ）
- スリープレス・ナイト（ジェニファー・ブライアント）
- SOMEWHERE（レベッカ）
- Mr.&Mrs. スミス（グウェン） ※ソフト版
- ラスト・キリング 狼たちの銃弾（フローレンス）

#### 映画
- アーミー・オブ・ザ・デッド（ピーターズ〈ティグ・ノタロ〉[28]）
- あの子を探して（ホエクー〈チャン・ホエクー〉）
- アラジン[29]
- アラトリステ（マリア・デ・カストロ〈アリアドナ・ヒル〉）
- イエスマン “YES”は人生のパスワード（アリソン〈ズーイー・デシャネル〉）
- インビジブル2（リサ・マルティネス捜査官〈サラ・ディーキンス〉）
- インフェルノ（ヴァエンサ〈アナ・ウラル〉）
- ウォール・ストリート
- エーミールと探偵たち（グスタフ〈ダビッド・クロック〉）
- エクスタシー（マロリー〈ジョイ・ブライアント〉）
- エディット・ピアフ〜愛の讃歌〜（モモール〈シルヴィー・テステュー〉）
- えびボクサー（シャズ〈ルイーズ・マーデンボロー〉）
- エブリデイ・イズ・バレンタイン（ワンダフル〈セシリア・チャン〉）
- エンジェル・スノー
- 王様と私 ※テレビ東京版
- 女泥棒サバイバルランナウェイ（ジーナ）
- 女はみんな生きている（マリカ〈ラジタ・ブラクニ〉）
- 怨霊の森（ヘザー〈アグネス・ブルックナー〉）
- カーサ・エスペランサ 〜赤ちゃんたちの家〜（ジェニファー〈マギー・ジレンホール〉）
- ガーディアンズ・オブ・ギャラクシー:VOLUME 3（レコーダー・ヴィム〈ミリアム・ショア〉[30]）
- カンガルー・ジャック（ジェシー〈エステラ・ウォーレン〉）
- キムと森のオオカミ（マッズ〈ニクラス・ジェームズ・クヌーセン〉）
- キャロルの初恋（トミーチェ〈フアン・ホセ・バジェスタ〉）
- キンキーブーツ（ローレン〈サラ＝ジェーン・ポッツ〉）
- クライム・ヒート（ナディア・ダン〈ノオミ・ラパス〉）
- 恋にあこがれて in N.Y.（ロクサナ〈イワナ・ミルセヴィッチ〉）
- 恋におぼれて
- コヨーテ・アグリー（レイチェル〈ブリジット・モイナハン〉）
- ザ・スカルズ/髑髏の誓い（クロエ〈レスリー・ビブ〉）
- サバイバル・オブ・ザ・デッド（ジャネット・オフリン〈キャスリーン・マンロー〉）
- ザ・バンカー（ユーニス・ギャレット〈ニア・ロング〉）
- ザ・ブレイカー・アッパラーズ ～別れさせ屋の私たち～（ジェン〈ジャッキー・ヴァン・ビーク〉）
- 幸せになるための27のドレス（テス・ニコルズ〈マリン・アッカーマン〉）
- シャッフル（アニー〈ニア・ロング〉）
- ジャン＝クロード・ヴァン・ダム ザ・コマンダー（ミシェル・ホイットマン〈ジュリー・コックス〉）
- 13日の金曜日（チェルシー〈ウィラ・フォード〉）
- 17歳の肖像（スタッブス先生〈オリヴィア・ウィリアムズ〉）
- ジュマンジ（少年時代のアラン〈アダム・ハン＝バード〉）※新盤DVD・BD版
- シリアナ（ジュリー・ウッドマン〈アマンダ・ピート〉）
- スーパーノヴァ（ダニカ・ランド〈ロビン・タニー〉）
- スクール・オブ・ロック（フレディ・ジョーンズ〈ケヴィン・クラーク〉）
- スター・ウォーズ エピソード2/クローンの攻撃
- ステップ・アップ2:ザ・ストリート（アンディ〈ブリアナ・エヴィガン〉）
- スモーキン・エース/暗殺者がいっぱい
- スランバーランド（カーラ〈ヤンナ・マクリントッシュ〉）
- セックス・クラブ（少年時代のヴィクター〈ジョナ・ボボ〉）
- セレニティー:平穏の海（コンスタンス〈ダイアン・レイン〉）
- 相続人（リビー・マグルーダー〈メイ・ホイットマン〉）
- ダーウィン・アワード（ジョリーン・ウェトストーン〈ジュリエット・ルイス〉）
- ターミネーター（ナンシー）※DVD・BD版
- タイピスト!（マリー・テイラー〈ベレニス・ベジョ〉）
- 抱きたいカンケイ（ルーシー〈レイク・ベル〉）
- ダンス・レボリューション2（マリア・ベネット〈カット・グレアム〉）
- チアーズ!2（モニカ〈フォーン・A・チェンバーズ〉）
- チアーズ3（カミール〈ソランジュ・ノウルズ〉）
- チャタレイ夫人の恋人 (2022年の映画)（ヒルダ〈フェイ・マーセイ〉）
- 沈黙のステルス（ジェシカ〈シエラ・ペイトン〉）
- 沈黙の追撃（チャペル博士〈クリスティーン・アダムズ〉）
- デッド・インパクト 処刑捜査（イザベル〈カルメン・セラーノ〉）
- テラビシアにかける橋（ジェス・アーロンズ〈ジョシュ・ハッチャーソン〉）※ソフト版
- ドクター・ストレンジ（ドクター・ギャリソン〈サラ・マリン〉[31]）
- トナカイのブリザード（ブリザード〈ウーピー・ゴールドバーグ〉）
- ドラゴンハート ※ソフト版
- トルク
- トレーニング デイ（サラ〈エヴァ・メンデス〉）
- 永遠に美しく… ※日本テレビ版
- ナイト・ウォッチ/デイ・ウォッチ（オリガ〈ガリーナ・チューニナ〉）
- 7日間の恋人（チョン・サム、パリス〈セシリア・チャン〉）
- パッセンジャーズ（シャノン〈クレア・デュヴァル〉）
- バックファイヤー!
- ハン・ソロ/スター・ウォーズ・ストーリー（L3-37〈フィービー・ウォーラー＝ブリッジ〉[32]）
- ハンナ（レイチェル〈オリヴィア・ウィリアムズ〉）
- ファイティング・タイガー（チン・シー〈カレン・モク〉）
- ファイティングラブ（デボラ〈サミー・チェン〉）
- ファインド・ミー・フォーリング（シーア〈アグニ・スコット〉）
- ファングルフ/月と心臓
- Vフォー・ヴェンデッタ（イヴィー〈ナタリー・ポートマン〉）
- THE 4TH KIND フォース・カインド（ロニー）
- フォーン・ブース
- ブッチャー・ボーイ（フランシー・ブレイディ）
- ブラザー・ミッション -ライド・アロング2-（マヤ〈オリヴィア・マン〉）
- ブラッド・ダイヤモンド（マディー・ボウエン〈ジェニファー・コネリー〉）
- ブラッド・パラダイス（エイミー〈ボー・ギャレット〉）
- フランス、幸せのメソッド（フランス〈カリン・ヴィアール〉）
- フリー・ウィリー 自由への旅立ち（シャブレラ・ランパ）
- ブルークラッシュ（リーナ〈サノー・レイク〉）
- ベイウォッチ（ヴィクトリア・リーズ〈プリヤンカー・チョープラー〉）
- ホテル・バディーズ ワンちゃん救出大作戦
- ホテル・ルワンダ（タチアナ〈ソフィー・オコネドー〉）
- ボルケーノ in N.Y.（スーザン〈アレクサンドラ・ポール〉）
- マー -サイコパスの狂気の地下室-（エリカ〈ジュリエット・ルイス〉）
- マイアミ・バイス（ジーナ・ナバーロ・カラブリーゼ〈エリザベス・ロドリゲス〉）※ソフト版
- マインドハンター（ニコール〈パトリシア・ヴェラスケス〉）
- マイ・ラブリー・フィアンセ（アンジェリーク〈タラ・リード〉）
- まぶしい日に（ソニョン〈イェ・ジウォン〉）
- Mr.マグー
- モナリザ・スマイル（ジゼル・レヴィ〈マギー・ジレンホール〉）
- モンスター上司（ドクター・ジュリア・ハリス〈ジェニファー・アニストン〉）
- モンスター上司2（ドクター・ジュリア・ハリス〈ジェニファー・アニストン〉）
- ライフ・イズ・ミラクル（サバーハ〈ナターシャ・ソラック〉）
- ラスト・アクション・ヒーロー（ダニー・マディガン〈オースティン・オブライエン〉）※テレビ朝日版（デラックスエディションBlu-ray収録）
- ラッシュアワー3（ジャスミン〈工藤夕貴〉）
- ラッキー・ユー（ビリー・オファー〈ドリュー・バリモア〉）
- リトル・チルドレン（キャシー・アダムソン〈ジェニファー・コネリー〉）
- 霊-リョン-（キム・ウンソ〈チョン・ヘビン〉）
- 隣人は静かに笑う（ブレディー・ラング〈メイソン・ギャンブル〉）※ソフト版
- ルイスと不思議の時計（セレーナ・イザード〈レネイ・エリース・ゴールズベリイ〉）
- 霊能者アザーズ（マリアン）
- レジェンド・オブ・ウォーリアー 反逆の勇者（スターファイアー〈ムーン・ブラッドグッド〉）
- レディ・ウェポン（キャット〈アンヤ・ウー〉）
- レミニセンス（ワッツ〈タンディ・ニュートン〉[33]）
- ローラーボール (2002年の映画) ※テレビ東京版
- ロスト・エリア -真実と幻の出逢う森-（ステラ〈ズーイー・デシャネル〉）
- ロッタちゃん はじめてのおつかい（歯科助手、女）※ソフト版
- ワイルド・スピード MEGA MAX（ローザ〈ジェアマリー・オソリオ〉）
- ワイルド・ワイルド・ウエスト（ミュニーシア）※ソフト版
- 私の愛情の対象（キャロライン）
- ワン・ナイト・スタンド（受付嬢）

#### ドラマ
- iCarly（サラ・ジェームズ）
- アグリー・ベティ シーズン3（アドリアナ・リマ）
- アリー my Love
- アンフォゲッタブル2 完全記憶捜査（オルウィン・ピアース〈イヴォンナ・コパッチ・ライト〉）
- ER緊急救命室シリーズ
  - シーズン4（アリソン・ボーモント〈ミシェル・モーガン〉）、#3（ジェイソン〈ケオン・ホール〉）
  - シーズン5 #19（タニヤ・フィリップス〈シェリー・ロバートソン〉）
  - シーズン9 #14（モニカ・ウォーカー〈パトリス・ジョンソン〉）
  - シーズン11 #6（ジェレミー〈ダラス・マッキニー〉）
  - シーズン13（アンジェラ・ギリアン〈シャーレイン・ウッダード〉）
- WITHOUT A TRACE/FBI 失踪者を追え!（モリー）
- WITHOUT A TRACE/FBI 失踪者を追え! シーズン2（ケスラー）
- NCIS 〜ネイビー犯罪捜査班 シーズン7 #8（サラ・レズニック中佐 〈カーラ・ブオノ〉）
- NCIS: ニューオーリンズ
  - シーズン1 #2（ベイツ中佐）
  - シーズン2 #23（ジュディ・ブラウン）
- キャシアン・アンドー（デドラ・ミーロ〈デニース・ゴフ〉）
- キャッスル 〜ミステリー作家は事件がお好き（モニカ・ワイアット〈リズ・ヴァッシー〉）
- 救命医ハンク2 セレブ診療ファイル（カルメン）
- THE KILLING/キリング（リー）
- グリゼルダ（グリセルダ・ブランコ〈ソフィア・ベルガラ〉）(Netflix)
- クリミナル・マインド FBI行動分析課
  - シーズン4 #13（息子）
  - シーズン9 #17（アリー）
  - シーズン11 #18（看護師）
- グレイズ・アナトミー5（アリソン）
- THE FIRM ザ・ファーム 法律事務所（ウェンディ・ベイル〈アシーナ・カーカニス〉）
- サブリナ: ダーク・アドベンチャー（ゼルダ・スペルマン〈ミランダ・オットー〉）(Netflix)
- ザ・プレイヤー〜究極のゲーム〜 #4（モニカ・カペッロ〈ニッキー・デローチ〉）
- CSI:科学捜査班（サラ・サイドル〈ジョージャ・フォックス〉）
  - CSI: ベガス[34]
- シャーリー・ホームズの冒険（ボー）
- 新チャーリーズ・エンジェル（アビー・サンプソン〈レイチェル・テイラー〉）
- SUITS/スーツ シーズン2 #6（エラ・フォルマン〈レイチェル・クロフォード〉）
- スタートレック:ディスカバリー（ジェット・リノ〈ティグ・ノタロ〉）
- S.W.A.T. シーズン1 #10（シスター・カーメリータ）
- ダークネス: ゾウズ・フー・キル（スティーネ・ヴェリン〈シーネ・エゴーム・オールスン〉[35]）
- ダーティ・セクシー・マネー（カレン・ダーリング〈ナタリー・ジー〉）
- ディフェンダーズ 闘う弁護士（レイシー）
- テッド ザ・シリーズ（スーザン・ベネット〈アラナ・ユーバック〉[36]）
- Trying〜親になるステップ〜（エリカ〈オフィリア・ラヴィボンド〉）
- ナース・ジャッキー（チュニー・ペイトン〈ジェイミー・アレクサンダー〉）
- パスタ〜恋が出来るまで〜（オ・セヨン〈イ・ハニ〉）
- バトルスター・ギャラクティカ（ナンバー6〈トリシア・ヘルファー〉）
- バラード 未解決事件捜査班 #9-10（ナオミ・ベネット）
- パワーレンジャー・ターボ（グレンダ）
- パワーレンジャー・S.P.D.（チャーリー / A-スクワッドレッド）
- HAWAII FIVE-0（ジェナ・ケイ〈ラリサ・オレイニク〉）
- ビバリーヒルズ青春白書 シーズン8（ザック）
- プライベート・プラクティス4（エミリー〈ギャビー・ホフマン〉）
- THE BLACKLIST/ブラックリスト（サマル・ナヴァービ〈モズハン・マーノ〉）
- THE BRIDGE/ブリッジ（メッテ・ローデ）
- 碧血剣（孫仲君）
- ボードウォーク・エンパイア2 欲望の街
- ミディアム5 霊能者アリソン・デュボア（ジュリー・スケイハン）
- ライ・トゥ・ミー 嘘は真実を語る（ナオミ・ラッセル〈トリシア・ヘルファー〉）
- ラスベガス（タミー、キャロライン）
- LAW & ORDER:性犯罪特捜班（デボラ）
- 私はラブ・リーガル
  - シーズン1 #6（マリアン・ニーリー〈ジョージャ・フォックス〉）
  - シーズン5 #6（ジューン・フレイジャー〈レイコ・エイルスワース〉）
  - シーズン6 フィナーレ #6（アイリーン・シアーズ判事〈ローマ・マフィア〉）

#### アニメ
- ウェイン&ラニー クリスマスを守れ!（マギー）
- CODE リョーコ（ウーリック）
- ジミー・ニュートロン 僕は天才発明家!（ジミー・ニュートロン）
- スターシップ・トゥルーパーズ・クロニクルズ（ディジー）
- ティーン・タイタンズ（ブラックファイアー）
- ねこのガーフィールド（マージー[37]）
- バービーと妖精の国フェアリートピア（ラバーナ）
- ヒルダの冒険（カルド）
- フィリックス・ザ・キャット フィリックスのクリスマスを救え!（フィリックス）
- ライオン・キング2 シンバズ・プライド（ビタニ）
- LEGO スター・ウォーズ/オールスターズ（L3-37）

#### 人形劇
- きかんしゃトーマス 魔法の線路（バーネット少年時代）
- マペット放送局（ペイジ・ハンナ）

### ラジオドラマ
- TVアニメ「ビッグオーダー」後日談的オリジナルオーディオドラマ（白拍子黒子）

### CM
- キリンビバレッジ にっぽん米茶（コロ助）[38]

### 人形劇
- こどもにんぎょう劇場「ねずみのとうさんアナトール」

### ナレーション
- 浜ちゃんが!（ナレーション）
- 現代建物遺産（ナレーション）

### シリーズ一覧
1. ↑  第1期（2000年）、第2期『the second stage』（2001年）
2. ↑  第3期『も〜っと!おジャ魔女どれみ』（2001年）、第4期『おジャ魔女どれみドッカ〜ン！』（2002年）
3. ↑  第1期（2002年 - 2005年）、第2期『疾風伝』（2010年 - 2012年）
4. ↑  第1作（2002年）、第2作『フルメタル・パニック？ ふもっふ』（2003年）
5. ↑  第1期（2003年 - 2004年）、第2期『ピュア』（2004年）
6. ↑  『Yes!プリキュア5』（2007年 - 2008年）、続編『Yes!プリキュア5GoGo!』（2008年 - 2009年）
7. ↑  第1期（2007年）、第4期『銀魂.』（2017年）
8. ↑  第1期（2008年）、第2期『Guilty』（2008年）
9. ↑  第1期（2008年）、第2期『2』（2008年）、第3期『3』（2015年）
10. ↑  第1期（2014年）、第2期『√A』（2015年）、第3期『:re』（2018年）
11. ↑  『SPIRITS』（2007年）、『WARS』（2009年）、『WORLD』（2011年）、『OVER WORLD』（2012年）、『GENESIS』（2016年）

### 初出話一覧
1. ↑  第7話初出
2. ↑  第10話初出
3. 1 2  第5話初出
4. 1 2  第1話初出